# Yakov Malkiel
Yakov Malkiel (* 22. Juli 1914 in Kiew; † 24. April 1998) war ein US-amerikanischer Sprachwissenschaftler und Romanist russisch-jüdischer Abstammung. 

## Leben
Malkiel wurde 1914 als Sohn einer russisch-jüdischen Kaufmannsfamilie geboren. Während des Russischen Bürgerkriegs floh die Familie nach Berlin. 1932 absolvierte er das Abitur am Werner-Siemens-Realgymnasium im Bayerischen Viertel in Berlin-Schöneberg. Als Staatenloser mit einem Flüchtlingsausweis („Nansenpass“) des Völkerbundes konnte er ab 1933 an der Friedrich-Wilhelms-Universität Berlin studieren. Er studierte Romanistik bei Ernst Gamillscheg, Slawistik bei Max Vasmer und Semitistik bei Eugen Mittwoch. Mit einer Arbeit über Das substantivierte Adjektiv im Französischen wurde er 1938 in Berlin promoviert.
1940 emigrierte er mit seinen Eltern in die USA. Nach zwei Jahren, in denen er in New York unter ärmlichen Bedingungen von Gelegenheitsjobs wie Übersetzungen lebte, erhielt er 1942 eine Anstellung als Sprachlehrer in Wyoming. Später im selben Jahr wurde er Dozent an der University of California, Berkeley. Dort wurde er 1948 Assistenzprofessor, 1952 ordentlicher Professor für romanische Philologie. Malkiel gründete 1947 die internationale Fachzeitschrift Romance Philology, war mehrere Jahre ihr Chefredakteur. 1952 war er Mitgründer der Abteilung für Sprachwissenschaft in Berkeley. Die Denomination seiner Professur wurde 1966 in Allgemeine und Romanische Sprachwissenschaft geändert. Er lehrte und forschte dort bis zu seiner Emeritierung 1986.
Er veröffentlichte Werke über historische Sprachwissenschaft, die Geschichte der Sprachwissenschaft, Etymologie, sprachwissenschaftliche Typologie und romanische Sprachwissenschaft. Er schrieb auf Englisch, Deutsch, Italienisch, Französisch, Portugiesisch und Spanisch. Seine Vorlesungen hielt er auch auf Russisch.
Von 1948 bis zu  ihrem  Tod 1962 war er mit der Argentinierin María Rosa Lida verheiratet.

## Auszeichnungen
Malkiel erhielt drei Mal ein Guggenheim-Stipendium (1948, 1959, 1966). Die Universitäten Chicago (1966), Illinois (1969), Paris (1983), Freie Universität Berlin (1983), Georgetown (1987), Oxford (1989) und Salamanca (1994) verliehen ihm Ehrentitel. 1971 wurde er in die American Academy of Arts and Sciences gewählt.

## Werke
- Development of the Latin suffixes '-antia' and '-entia' in the Romance languages, with special regard to Ibero-Romance. University of California Press, Berkeley, Calif. 1945. (University of California Publications in Linguistics; I,4.)
- Essays on Linguistic Themes. Blackwell, Oxford 1968. (Language and Style Series; 6.)
- Etymological Dictionaries: A Tentative Typology. University of Chicago Press, Chicago 1976
- From Particular to General Linguistics. Selected Essays 1965–1978. Benjamins, Amsterdam [u. a.] 1983. (Studies in Language Companion Series; 3.) ISBN  90-272-3002-1
- Theory and Practice of Romance Etymology. Studies in Language, Culture and History. Variorum Reprints, London 1989. (Variorum Collected Studies Series.) ISBN 0-86078-236-0
- A Tentative Autobibliography. With an introd. by Henry Kahane. Univ. of California Pr., Berkeley, Calif. 1988. (Romance philology. Special Issue, 1988–1989.)
- Edita and inedita, 1979–1988. 1. Diachronic Problems in Phonosymbolism. – 2. Diachronic Studies in Lexicology, Affixation, Phonology. Benjamins,  Amsterdam [u. a.] 1990–1992.
- Etymology. Cambridge University Press, Cambridge [u. a.] 1993, ISBN 0-521-31166-7